# Palpares alopecinus
Palpares alopecinus är en insektsart som beskrevs av Navás 1914. Palpares alopecinus ingår i släktet Palpares och familjen myrlejonsländor. Inga underarter finns listade i Catalogue of Life.